# Концерт для фортепиано с оркестром № 23 (Моцарт)
Концерт для фортепиано с оркестром № 23 ля мажор (К. 488) был написан Вольфгангом Амадеем Моцартом, как указано в составленном Моцартом каталоге, 2 марта 1786, за два месяца до премьеры его оперы «Свадьба Фигаро», и за три недели до завершения создания его следующего фортепианного концерта 24 марта. Композиция была частью серии трёх абонементных концертов, исполнявшихся той весной, с композитором в качестве солиста.
Концерт написан для фортепиано и оркестра, состоящего из одной флейты, двух кларнетов, двух фаготов, двух валторн и струнных. Как и в более поздних работах Моцарта, количество духовых инструментов соответствует количеству струнных.

## Структура
Концерт состоит из трёх частей общей длительностью около 26 минут:
1. Allegro ля мажор, размер 4/4
2. Adagio фа-диез минор, размер 6/8
3. Allegro assai ля мажор alla breve, рондо

Первая часть написана в тональности ля мажор в сонатной форме. Пьеса начинается с двойной экспозиции, первую играет оркестр, а вторая начинается, когда к нему присоединяется фортепиано. Первая экспозиция статична с тональной точки зрения и достаточно лаконична, третья тема ещё не раскрывается. Вторая экспозиция включает в себя соло и модуляцию. Она также включает ранее не проявлявшуюся третью тему. Вторая экспозиция, в отличие от первой, орнаментирована. Вторая тема имеет гармоническую напряженность, что выражается диссонансами на сильной доле, а затем разрешается нисходящим интервалом в секунды. Напряжённость также выражается в использовании хроматизма в мелодии и в басовой партии, что заставляет слушателя ждать появления тоники.
Медленная вторая часть, в трёхчастной форме, имеет отчасти оперный тональный характер. Фортепиано вступает сольно с темой в ритме сицилианы, характеризующимся необычно широкими скачками. Это — единственная композиция Моцарта в фа-диез миноре. Часть имеет мягкую динамику на всём своём протяжении. В середине части имеется более яркий фрагмент в ля мажоре, в котором вступают флейты и кларнет. Моцарт позже использует этот приём во вступлении к терцету Ah! taci ingiusto core! в опере «Дон Жуан».
Третья часть — рондо. Её, как и открывающую часть, отличает смена тональности (например, во второй теме от до мажор до ми минор и обратно) и с центральным разделом, начало которого в фа-диез миноре прерывает мелодия кларнета в ре мажоре, вторжение, что, по мнению Катберта Гердлстона (Cuthbert Girdlestone), напоминает о влиянии на инструментальную музыку оперы-буффы с её резкими сменами ракурса.